# Umberto II.
Umberto II. (Racconigi, 15. rujna 1904. – Ženeva, 18. ožujka 1983.), posljednji kralj Italije, poznat i kao Svibanjski kralj (tal. Re di Maggio), rođen kao princ od Pijemonta. Treće je dijete kralja Viktora Emanuela III. i Jelene Petrović-Njegoš.

## Životopis

### Svibanjski kralj
Školovao se na vojnoj akademiji u Torinu. Za generala je bio imenovan 1931., a za maršala 1942. godine. Premda je obnašao vojne dužnosti tijekom rata, smatrali su ga potajnim protivnikom fašizma. Unatoč tome, što je njegov otac kralj Viktor Emanuel III. razvlastio i dao uhititi Mussolinija te je u rujnu 1943. godine potpisao kapitulaciju, nije uspio promijeniti činjenicu da je tijekom 20-ih godina 20. stoljeća, kao i za vrijeme Drugog svjetskog rata prešutno podržavao ekstremno desni fašistički režim. Zbog toga je predao svu izvršnu vlast svome sinu Umbertu, a zadržao je samo kraljevsku titulu. Zbog porasta republikanskih težnji, postalo je izvjesno da monarhiju neće biti moguće spasiti pa je pokušao silaskom s trona poboljšati lošu reputaciju dinastije među narodom.
Umberto II. došao je na prijestolje nakon očeve abdikacije 9. svibnja 1946. godine i kraljem je bio do 12. lipnja 1946. godine, odnosno svega 33 dana. Odbacio je očevu titulu kralja Albanije.
Nakon što su Talijani na referendumu glasovali za republiku, monarhija je formalno okončana, a kralj Umberto II. otišao je 14. lipnja u egzil, napustivši Italiju zauvijek.

### Život u izbjeglištvu
Po napuštanju Italije, Umberto se naselio u gradu Cascaisu u Portugalu, gdje se služio naslovom grofa od Sarre. Uskoro ga je supruga Marija José Belgijska napustila i odvela njihovo četvero djece u Švicarsku. Tamo je provela većinu života, dok je Umberto ostao u Portugalu. Više se nikada nije vratio u Italiju, jer je ustav Republike Italije zabranjivao svakom muškom potomku Savojske dinastije ulazak na tlo Italije.